# Джамму та Кашмір (князівство)
Джамму та Кашмір — тубільне князівство у складі Британської Індії, що існувало від 1846 до 1947 року.

## Утворення князівства
До утворення князівства Кашмір входив до складу пуштунської Дурранійської імперії, а потім опинився у складі Сикхської держави; князівство Джамму було васальною державою Сикхської імперії.
Коли 1822 року помер Кішор Сінґх (раджа Джамму), сікхи визнали спадкоємцем його сина Гулаба Сінґха. Користуючись сикхським заступництвом, він розпочав до розширення своєї держави. Спочатку завоював Бгадервах. Потім візир Кіштвару — Вазір Лакхпат — посварився з правителем і звернувся по підтримку до Гулаба Сінґха; коли прибули війська Гулаба Сінґха, то раджа Кіштвару капітулював без бою, і Кіштвар було анексовано. Контроль над Кіштваром дав Сінґху доступ до двох доріг у Ладакх, після чого генерал Зоравар Сінґх у ході двох важких кампаній завоював Ладакх і приєднав його до Джамму.
У 1840 році Зоравар Сінґх вторгся в Балтистан, взяв у полон правителя Скарду, який підтримував ладакхців, і анексував його країну. Наступного року Зоравар Сінґх вторгся до Тибету, проте холодна високогірна зима зробила його війська небоєздатними, і під ударами тибетців він утратив майже всю армію. Невідомо, чи це було цілеспрямованою політикою чи ланцюжком випадковостей, але на 1840 рік Кашмір виявився оточеним державою Гулаба Сінґха.
Взимку 1845 року почалася перша англо-сикхська війна. Гулаб Сінґх залишався нейтральним аж до битви при Собраоні, що відбулася 1846 року, після якої він став посередником і надійним радником сера Генрі Лоуренса. Укладено два договори: згідно з першим із них, британці, як еквівалент контрибуції 10 мільйонів рупій (яких не було у сторони, що програла) отримали Лахор — горбистий район між річками Біас та Інд; згідно з другим, британці передали Гулабу Сінґху 100 тис. рупій і гірсько-горбисту місцевість, розташовану на схід від річки Інд і на захід від Раві.
Проте Кашмір не піддався Гулабу Сінґху без бою. Сикхський губернатор Імам-уд-Дін, підбурюваний неспокійним Бамбасом із долини Джелум, ущент розбив війська Сінґха на підступах до Срінагара, вбивши Вазір Лакхпата. Посередництво сера Генрі Лоуренса, однак, призвело до того, що Імам-уд-Дін припинив опір і Кашмір перейшов до нового правителя без подальших неприємностей. Дограські війська змінили сикхські в Асторі та Гілгіті, а сикхський командир Натху Шах перейшов на службу до Гулаба Сінґха.

## Історія князівства
Незабаром після приєднання Кашміра, Гілгіт атакував правитель долини Хунза. У відповідь Натху Шах від імені Гулаба Сінґха повів війська на Хунзу, але був розбитий, і Гілгіт перейшов до рук супротивника, а також Пуньял, Ясін і Дарел. Гулаб Сінґх послав дві колони — одну з Астора і одну з Балтистану — і відбив Гілгіт. 1852 року Гаур Рахман з Ясіна розгромив джамму-кашмірські війська, і на 8 років кордоном князівства стала річка Інд.
1857 року Гулаб Сінґх помер. Його син Ранбір Сінґх, який успадкував трон, під час повстання сипаїв підтримав британців, а коли все вляглося — вирішив повернути Гілгіт і пересунути кордон. 1860 року війська під командуванням Деві Сінґха перетнули Інд. Якраз перед тим, як джамму-кашмірські війська наблизилися до форту, Гаур Рахман помер, і Гілгіт знову увійшов до складу князівства.
Ранбіру Сінґху бракувало батьківських твердості та рішучості, і його контроль над країною був слабким. Останній період його життя затьмарив страшний голод, що трапився в Кашмірі в 1877—1879 роках. У вересні 1885 року він помер, і трон успадкував його старший син Пратап Сінґх.
Пратап Сінґх розгорнув широке будівництво доріг у князівстві; поліпшення шляхів сполучення вплинуло на життя людей. Уряд став підтримувати розвиток землеробства та запровадив фіксовану ставку податків, що призвело до зростання доходів держави. При Пратапі Сінґху вперше звернено увагу на густі ліси, що покривали територію князівства; нове Міністерство лісового господарства також стало робити істотний внесок до бюджету країни. Держава підтримувала освіту, початкові школи стали безкоштовними. У Срінагарі та Джамму відкрито сучасні шпиталі, в інших населених пунктах також почала розвиватися медицина, від 1894 року на території князівства розпочалася кампанія зі щеплення від віспи.
У гірських долинах, що страждали від потужних повеней, проведено меліоративні роботи, прорито багато каналів, у деяких із них облаштовано гідроелектростанції; у посушливих районах князівства споруджено багато резервуарів для води. У Срінагарі відкрито велику фабрику з виробництва шовку.
Пратап Сінґх помер 1925 року, не залишивши спадкоємця, і на трон зійшов його племінник Харі Сінґх. Він продовжив прогресивні реформи свого дядька.
Харі Сінґх ненавидів Індійський національний конгрес через тісні зв'язки між Джавахарлалом Неру та місцевим соціалістом шейхом Мохаммедом Абдуллою. Також він погано ставився до Мусульманської ліги з її «теорією двох націй». Під час Другої світової війни Харі Сінґх від 1944 до 1946 року був членом Імперського військового кабінету.

## Кінець існування князівства
1947 року британський парламент прийняв Акт про незалежність Індії, відповідно до якого з колишніх британських територій в Індії утворювалися дві нові держави — Індійський Союз і Домініон Пакистан — а колишні тубільні князівства мали вирішити: приєднатися до когось із них чи залишитися незалежними. Спочатку Харі Сінґх бажав, щоб його князівство залишилося незалежною державою, проте більшість населення була мусульманською, і в жовтні 1947 року мусульманські війська в Гілгіті збунтувалися, вимагаючи приєднання до Пакистану. 21 жовтня ополчення пуштунських племен із території Пакистану, а потім й інші пакистанські сили вторглися в князівство. Харі Сінґх запросив допомоги в Індійського союзу, але Індія погоджувалась надати допомогу лише в обмін на входження князівства до її складу. 26 жовтня Харі Сінґх підписав договір про входження князівства Джамму та Кашмір до складу Індії, проте цього не визнав Пакистан, який вважав, що приєднання здійснено проти волі більшості населення. Так почався Кашмірський конфлікт, що триває досі.